# Paralleltonverfahren

Stark vereinfachtes Blockschaltbild des Paralleltonverfahrens

Das Paralleltonverfahren ist ein Begriff aus der analogen Fernsehempfangstechnik, bei dem die Zwischenfrequenzen für Bild und Ton parallel, das heißt in zwei getrennten Zwischenfrequenzverstärkern, verarbeitet werden.

## Technischer Hintergrund
Das Empfangsteil eines analogen Fernsehempfängers arbeitet nach dem Prinzip des Überlagerungsempfängers, so dass nach der Mischstufe des Tuners Zwischenfrequenzen (ZF) des Bild- und des Tonsignales vorliegen, die die gleiche Frequenzdifferenz wie beim Sender – bei einkanaligem Ton 5,5 MHz (CCIR) oder 6,5 MHz (OIRT) – haben. Beim Paralleltonverfahren verwendet man ab hier getrennte ZF-Verstärker für Bild- und Tonsignal. Das hat den Vorteil, dass sich Bild und Ton nicht gegenseitig stören, erfordert jedoch eine hohe Frequenzstabilität des Mischoszillators und einen höheren Bauteilaufwand.
Beim später ausschließlich angewendeten Intercarrierverfahren werden hingegen Bild- und Ton-Zwischenfrequenz zunächst in einem gemeinsamen ZF-Verstärker gefiltert und verstärkt, und erst danach beim Video-Demodulator entsteht aus der Frequenzdifferenz zwischen Bild- und Tonträger eine Differenzfrequenz (DF), die in einem DF-Begrenzerverstärker für die Frequenzdemodulation aufbereitet wird.

## Quasi-Paralleltonverfahren

Quasi-Paralleltonverfahren

Das Quasi-Paralleltonverfahren ist eine Mischung aus dem Intercarrierverfahren und dem Paralleltonverfahren.
Vor dem Bild-ZF-Filterverstärker (38,9 MHz) wird die Ton-ZF und die Bild-ZF an eine separate Mischstufe gegeben, welche die Differenzfrequenz von 5,5 MHz bzw. 6,5 MHz für den Ton erzeugt. Diese DF wird für eine weitere Verarbeitung in einem Verstärker aufbereitet.
Da die DF nicht wie beim Intercarrierverfahren im Videodemodulator erzeugt wird, ist die gegenseitige Beeinflussung zwischen Bild und Ton auch hier nicht möglich.
Darüber hinaus wird die Ton-ZF vor dem Videodemodulator im Bild-ZF-Verstärker ausgefiltert, so dass der Videodemodulator nur die Bild-ZF (das Video-Signalfrequenzband) erhält.